# Кинотавр
«Кинота́вр» — ныне не существующий открытый российский кинофестиваль, который проводился в Сочи с 1990 по 2021 годы. Организатором фестиваля являлся Марк Рудинштейн (1946—2021), президентом фестиваля – Олег Янковский (1944—2009).
До 2011 года в конкурсе полнометражного кино могли принять участие только российские фильмы. С 2011 по 2021 годы географические рамки были сняты, и на конкурс подавался любой фильм на русском языке. Если это оправдано сюжетом, фильм может быть даже снят на другом языке — но в таком случае Россия должна быть одной из стран-производительниц; так, в 2017 году в конкурсе участвовал (и получил приз за лучшую режиссуру) фильм Резо Гигинеишвили «Заложники» совместного грузинско-российско-польского производства, снятый преимущественно на грузинском языке. В 2019 году «Кинотавр» прошëл в период с 9 по 16 июня.
Последний фестиваль был проведен в 2021 году. Президент кинофестиваля «Кинотавр» Александр Роднянский в марте 2022 года объявил о том, что в этом году форум проводиться не будет. По мнению президента кинофестиваля  «Нельзя говорить о фестивалях, когда Россия ведëт агрессивную войну».
В феврале 2023 года в Министерстве культуры РФ сообщили о том, что смотр в этом году также не состоится. В октябре текущего года сайт кинофестиваля был отключен.
По словам киноиздания «Бюллетень кинопрокатчика» со ссылкой на собственные источники, государство не будет восстанавливать сочинский киносмотр в ранее существовавшем виде.
Отмечается, что в качестве замены «Кинотавру» в статусе главного смотра национального кино ведомство рассматривает «Окно в Европу» (Выборг) и московский «Зимний», отныне фестиваль прекратил своё существование

## История
Первый советский фестиваль «Некупленного кино» был проведён Марком Рудинштейном в апреле 1990 года в подмосковном Подольске. После успешного старта кинофестиваль переехал в курортный город Сочи. Местом проведения мероприятия традиционно является «Зимний театр» в Центральном районе Сочи.
В 2005 году Рудинштейн отошел от дел. Новым президентом кинофестиваля стал продюсер Александр Роднянский.
В преддверии 25-го юбилейного фестиваля «Кинотавр» актёры, режиссёры и продюсеры записали видеообращение, в котором поздравили конкурс с юбилеем. В записи видеообращения «о вечных проблемах российского кино» приняли участие Анатолий Белый, Ольга Сутулова, Виктория Толстоганова, Екатерина Вуличенко, Андрей Мерзликин, Равшана Куркова, Павел Деревянко и Юрий Колокольников.

## Номинации
- Главный приз
- Приз за лучшую режиссуру
- Приз за лучшую женскую роль

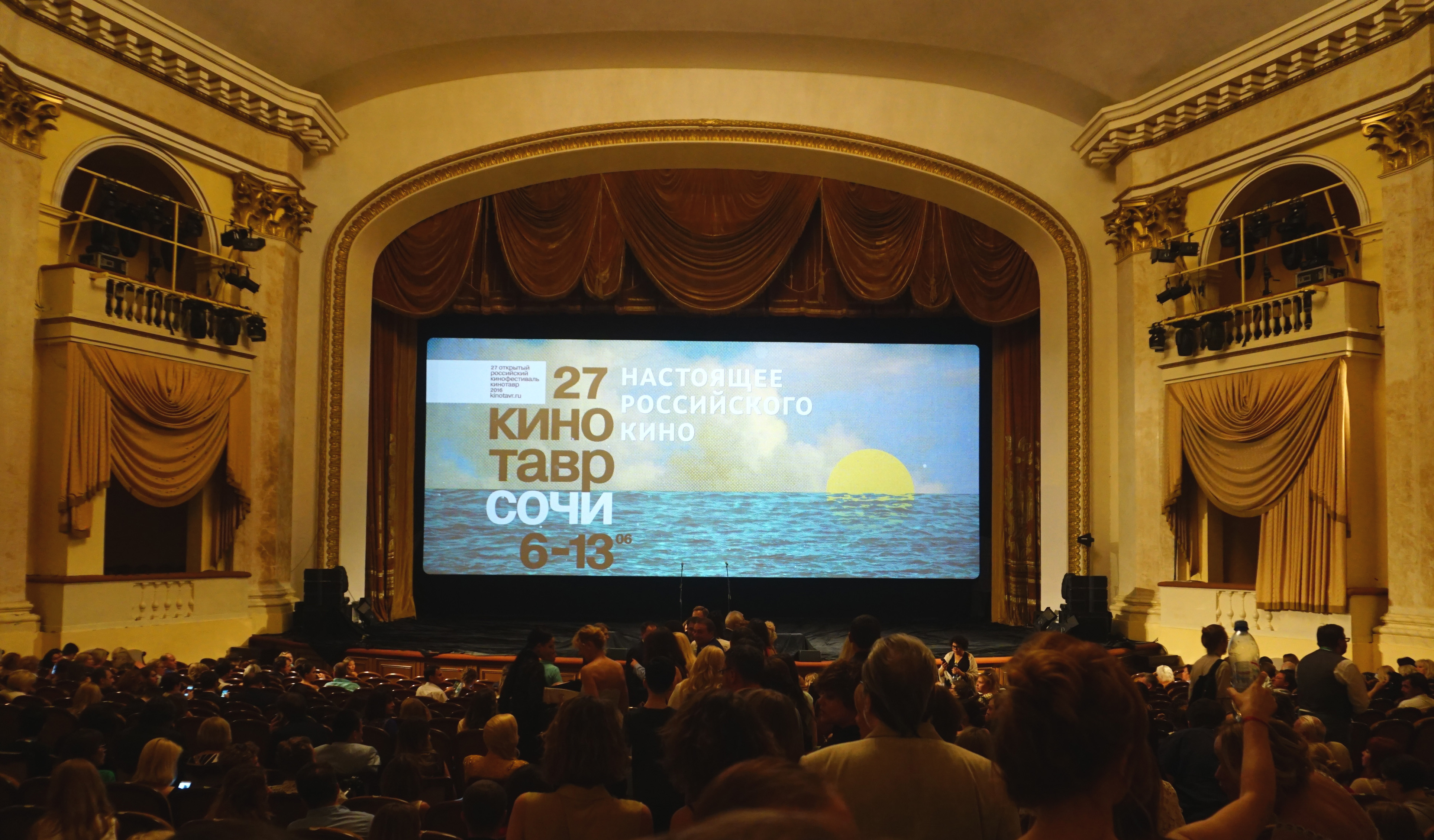
27 Кинотавр Сочи, 2016 год

- Приз имени О. Янковского за лучшую мужскую роль
- Приз за лучшую операторскую работу
- Приз имени Г. Горина «За лучший сценарий»
- Приз имени М. Таривердиева «За лучшую музыку к фильму»
- Приз конкурса «Кинотавр. Дебют»
- Приз конкурса «Кинотавр. Короткий метр»